# Magnae Dei Matris
 Magnae Dei Matris  è un'enciclica di papa Leone XIII, datata 8 settembre 1892, dedicata a Maria, Madre di Gesù, e alla preghiera del Rosario.